# Retinopatia
La retinopatia és un terme mèdic per a fer referència a qualsevol malaltia no inflamatòria que afecta a la retina, i que pot causar ceguesa.
Per tant, no és una malaltia única sinó que es designa en aquest nom a un conjunt d'afeccions diferents i es refereix sovint a malalties vasculars de la retina o un dany a la retina causada per un flux de sang anormal. La degeneració macular associada a l'edat s'inclouria tècnicament sota aquest terme de retinopatia, però sovint es presenta com una entitat separada. La retinopatia per malaltia vascular de la retina es pot classificar generalment en tipus proliferatius i no proliferatius. Freqüentment, la retinopatia és una manifestació ocular d'una malaltia sistèmica com es veu en la diabetis o la hipertensió. La diabetis és la causa més comuna de retinopatia als països del primer món. La retinopatia diabètica és la principal causa de ceguesa en persones en edat de treballar. Se suposa que és la causant del 5% de la ceguesa a tot el món i és una malaltia ocular prioritària designada per l'Organització Mundial de la Salut.